# 何もかも変わるとしても
『何もかも変わるとしても』（なにもかもかわるとしても）は、斉藤由貴通算12枚目のスタジオ・アルバム。
2010年12月20日にインターネットの公式サイト予約分が先行発売され、2011年2月14日に一般発売された。制作は東宝芸能・ヴァーゴミュージック。発売元はヴァーゴミュージック。レーベルはfemme fatale。規格品番はFEFA-1。

## 解説
1985年2月21日にシングルレコード「卒業」（7A0464）を発売して以来、歌手デビュー25周年を迎えた記念の企画オリジナル・アルバム。同時に、前スタジオ・アルバム『moi』（1994年12月7日発売、PCCA-00701）の発表から16年ぶりとなる作品。先行シングル等が含まれず、セルフカバーや外国曲のカバー以外は初音源化となる新曲が収録されている。
一般のCDショップでの発売日は上記の通り2011年2月であったが、所属芸能事務所である東宝芸能管轄のインターネット・サイトでは、2010年10月頃より先行販売予約が開始され、同年12月中旬には予約者にのみ付加される特典（コメント付き卓上ミニ・カレンダー）付で一足早く届けられた。
前述のセルフカバーと外国曲のカバーは、セルフカバーが1曲目の「予感」で、1986年10月21日にLPとして発売された『チャイム』（C28A0520）の収録曲を歌い直したもの。外国曲のカバーは最終曲の「Que Sera,Sera（whatever will be will be）」（ケセラセラ）で、映画『知りすぎていた男』（監督：アルフレッド・ヒッチコック）の劇中で歌われ、日本でもメディアで使用される機会の多いスタンダード・ナンバーである。このように、オリジナル楽曲をカバーソングで挟む構成になっている。ただし、おまけと称した隠しトラックが最終曲の後に収録されている。
作家には、1980年代より斉藤由貴にとって重要作家であった女性シンガーソングライターの谷山浩子、武部聡志や亀井登志夫らに加え、辛島美登里や遊佐未森からも初めて楽曲提供を受けた。同年2月からは本アルバムに連動したライブ「斉藤由貴 25th Anniversary コンサート 〜何もかも変わるとしても〜」がPARCO劇場（東京都渋谷区）にて5日間連続（2月9日〜13日）で開催され、上記5名が各日それぞれに特別ゲストとしてライブに出演した。
一部の楽曲では、斉藤自身の家族が声、ボーカル等で参加している。その中の1曲である「おうちでかくれんぼ」は、作詞をした谷山浩子が歌詞以外に挿入される台詞も考え、台本のようにして仕上げてきた、と明らかにされた。また収録曲のうち、「おうちでかくれんぼ」「Dearest」「樹」「折り合いはつかない」の4曲は、2010年3月に日比谷シアタークリエで行われたコンサートで新曲として先行初披露された楽曲である。また「ケセラセラ」は、2009年12月に浜離宮朝日ホールで行われたコンサートで披露されたことがある。
インターバルとなった16年の間に斉藤由貴個人名義のリリースとしては、本人がインタビュー等も受けた公認CD-BOXセット、リアレンジ・ベストアルバム『斉藤由貴 ヴィンテージ・ベスト』（PCCA-02695）、ライブ・アルバム『POETIC Live 1986』（PCCA-50145/6）と高音質CD仕様の旧譜アルバム、ほかレコード会社主導のベスト・アルバムや数枚のCDシングルが発売された。詳細は項目「斉藤由貴#作品」参照のこと。
2023年2月21日にはビクターエンタテインメントからSHM-CD仕様で再リリースされた（VICL-70271）。

## 収録曲
1. 予感（5:59）
  - 作詞:斉藤由貴　作曲・編曲:亀井登志夫
2. のらねこ（5:05）
  - 作詞:谷山浩子　作曲・編曲:亀井登志夫
3. 遠出したいな（4:12）
  - 作詞:斉藤由貴　作曲:遊佐未森　編曲:亀井登志夫
4. うた（4:52）
  - 作詞:斉藤由貴　作曲・編曲:武部聡志
5. Dream（4:32）
  - 作詞:斉藤由貴　作曲・編曲:亀井登志夫
6. おうちでかくれんぼ（3:57）
  - 作詞・作曲:谷山浩子　編曲:斉藤恵
7. Dearest（4:44）
  - 作詞:斉藤由貴　作曲:遊佐未森　編曲:亀井登志夫
8. 樹（4:20）
  - 作詞:谷山浩子　作曲・編曲:亀井登志夫
9. 手をつなごう（4:46）
  - 作詞・作曲:辛島美登里　編曲:上杉洋史
10. 折り合いはつかない（3:42）
  - 作詞:斉藤由貴　作曲・編曲:武部聡志
11. 永遠の人（4:34）
  - 作詞:大森祥子　作曲:澤近泰輔　編曲:上杉洋史
12. Que Sera,Sera（whatever will be will be）（2:42）
  - 作詞:Evans Raymond B　作曲:Livingston Jay
  - 編曲:上杉洋史
13. おうちでかくれんぼ（カラオケ）（3:55）